# Giorgia Apollonio
Giorgia Apollonio, spesso erroneamente chiamata Georgia (Pieve di Cadore, 13 marzo 1988), è una giocatrice di curling italiana.
Giorgia è sorella della giocatrice di curling Federica Apollonio e figlia della giocatrice di curling Claudia Alverà.

## Carriera agonistica

### Nazionale
Il suo esordio con la nazionale italiana allievi di curling è stato il festival olimpico europeo della gioventù (european youth olympic winter festival) del 2005, disputato a Monthey, in Svizzera: in quell'occasione l'Italia si piazzò al quarto posto.
Nel 2005 entra nella formazione della nazionale junior con cui ha partecipato a due campionati mondiali junior ed a quattro challenge europei junior.
Nel 2005 entra nella formazione della nazionale misti con cui ha partecipato a due campionati europei misti.
Nel 2006 entra nella formazione della nazionale assoluta con cui ha partecipato a cinque campionati mondiali ed a sei campionati europei.
In totale Giorgia vanta 165 presenze in azzurro, di cui 111 partite con la nazionale assoluta. Il miglior risultato dell'atleta è la medaglia d'argento ottenuta ai campionati europei del 2006 disputati a Basilea, in Svizzera. Questo è il miglior risultato ottenuto dalla nazionale italiana femminile, eguagliato solo nel 1982 dalla squadra capitanata da Maria Grazia Lacedelli.
Il 5 gennaio 2006 sconfiggendo la squadra polacca per 13 a 0 partecipa alla miglior vittoria della nazionale italiana junior femminile di curling di sempre.
CAMPIONATI
Nazionale assoluta: 111 partite
- Mondiali
  - 2007 Aomori ( Giappone) 12°
  - 2008 Vernon ( Canada) 11°
  - 2009 Gangneung ( Corea del Sud) 12°
  - 2012 Lethbridge ( Canada) 10°
  - 2013 Riga ( Lettonia) 10°
- Europei
  - 2006 Basilea ( Svizzera) 2° 
  - 2008 Örnsköldsvik ( Svezia) 5°
  - 2009 Aberdeen ( Scozia) 9°
  - 2010 Champéry ( Svizzera) 12°
  - 2011 Mosca ( Russia) 6°
  - 2012 Karlstad ( Svezia) 6°

Nazionale junior: 42 partite
- Mondiali junior
  - 2005 Pinerolo ( Italia) 8°
  - 2007 Eveleth ( Stati Uniti) 11°
- Challenge europeo junior
  - 2006 Praga ( Rep. Ceca) 3° (13° ranking mondiale)
  - 2007 Copenaghen ( Danimarca) 1° (11° ranking mondiale)
  - 2008 Praga ( Rep. Ceca) 2° (12° ranking mondiale)
  - 2009 Copenaghen ( Danimarca) 3° (13° ranking mondiale)

Nazionale misti: 7 partite
- Europei misti
  - 2005 Andorra ( Andorra) 7°
  - 2008 Kitzbühel ( Austria) 9°

Nazionale allievi: 5 partite
- Festival olimpico della gioventù europeo
  - 2005 Monthey ( Svizzera) 4°

### Percentuale di gioco
Il campionato di cui è registrata la miglior prestazione di Giorgia con la squadra nazionale è il mondiale del 2012 disputato a Lethbridge, in cui giocò con una percentuale media di precisione del 78%, toccando il massimo di 84% nella partita contro la Svizzera (persa 4-8). Al suo debutto con la nazionale junior nel mondiale junior di Pinerolo nel 2005 giocò con una percentuale media di precisione di appena 50%, risultata la più bassa tra tutte le atlete partecipanti, arrivando alla percentuale di 43% nella partita contro gli USA (vinta 10-4).
- 2005 mondiale junior di Pinerolo, precisione: 50% (lead)
- 2006 europeo di Basilea, precisione: 73% (second)
- 2007 mondiale di Aomori, precisione: 66% (second)
- 2008 mondiale di Vernon, precisione: 69% (viceskip)
- 2009 mondiale di Gangneung, precisione: 73% (viceskip)
- 2009 europeo di Champéry, precisione: 62% (skip)
- 2011 europeo di Mosca, precisione: 70% (viceskip)
- 2012 mondiale di Lethbridge, precisione: 78% (viceskip)
- 2012 europeo di Karlstad, precisione: 74% (viceskip)
- 2013 mondiale di Riga, precisione: 75% (viceskip / 1 partita da skip: 67%)

### Campionati italiani
Giorgia ha preso parte ai campionati italiani di curling con il Curling Club Tofane ed è stata 3 volte campionessa d'Italia:
- Italiani assoluti
  - 2013  con Chiara Olivieri, Federica Apollonio, Claudia Alverà e Maria Gaspari
  - 2012  con Diana Gaspari, Federica Apollonio, Claudia Alverà e Stefania Menardi
  - 2011  con Federica Apollonio, Stefania Menardi, Claudia Alverà e Maria Gaspari
  - 2010 
  - 2009  con Federica Apollonio
  - 2008

## Incarichi sociali e sportivi
Giorgia nel 2012 è stata allenatrice della nazionale italiana junior femminile di curling, accompagnando la squadra al challenge europeo junior di Copenaghen, in Danimarca.
CAMPIONATI DA ALLENATORE
Nazionale junior femminile:
- Challenge europeo junior
  - 2012 Copenaghen ( Danimarca) 1° (11° ranking mondiale)